# Wachovia
Wachovia, fondée en 1879 et domiciliée à Charlotte en Caroline du Nord, était une holding de services financiers diversifiée avec des filiales dans la banque de détail, la gestion d’actifs, etc. C’était l’un des plus importants fournisseurs de services financiers aux États-Unis, et avec 812,4 milliards d'US dollars d'actifs, Wachovia était la troisième plus importante banque dépositaire des États-Unis. Elle opérait dans des centres financiers dans 21 États et à Washington.
Le 29 septembre 2008, la Federal Deposit Insurance Corporation (FDIC) a annoncé avoir facilité la vente par Wachovia de ses activités bancaires à Citigroup. D’après la FDIC, Wachovia « n’a pas fait faillite » et continuera d’opérer ses filiales Wachovia Securities, AG Edwards et Evergreen Investments en tant qu’entreprise privée, cotée. Mais en octobre de la même année, la Réserve fédérale américaine a donné son feu vert à une fusion de Wachovia avec la Wells Fargo Bank. Citigroup porte plainte mais après une courte bataille judiciaire (150 000 000 dollars), Citigroup retire et abandonne son projet de fusion avec Wachovia.
Le 1er janvier 2009, Wachovia était absorbée par Wells Fargo, la marque continuant d'exister jusqu'au 15 octobre 2011, date à laquelle les dernières enseignes Wachovia furent retirées.